# Roman Burnatowicz

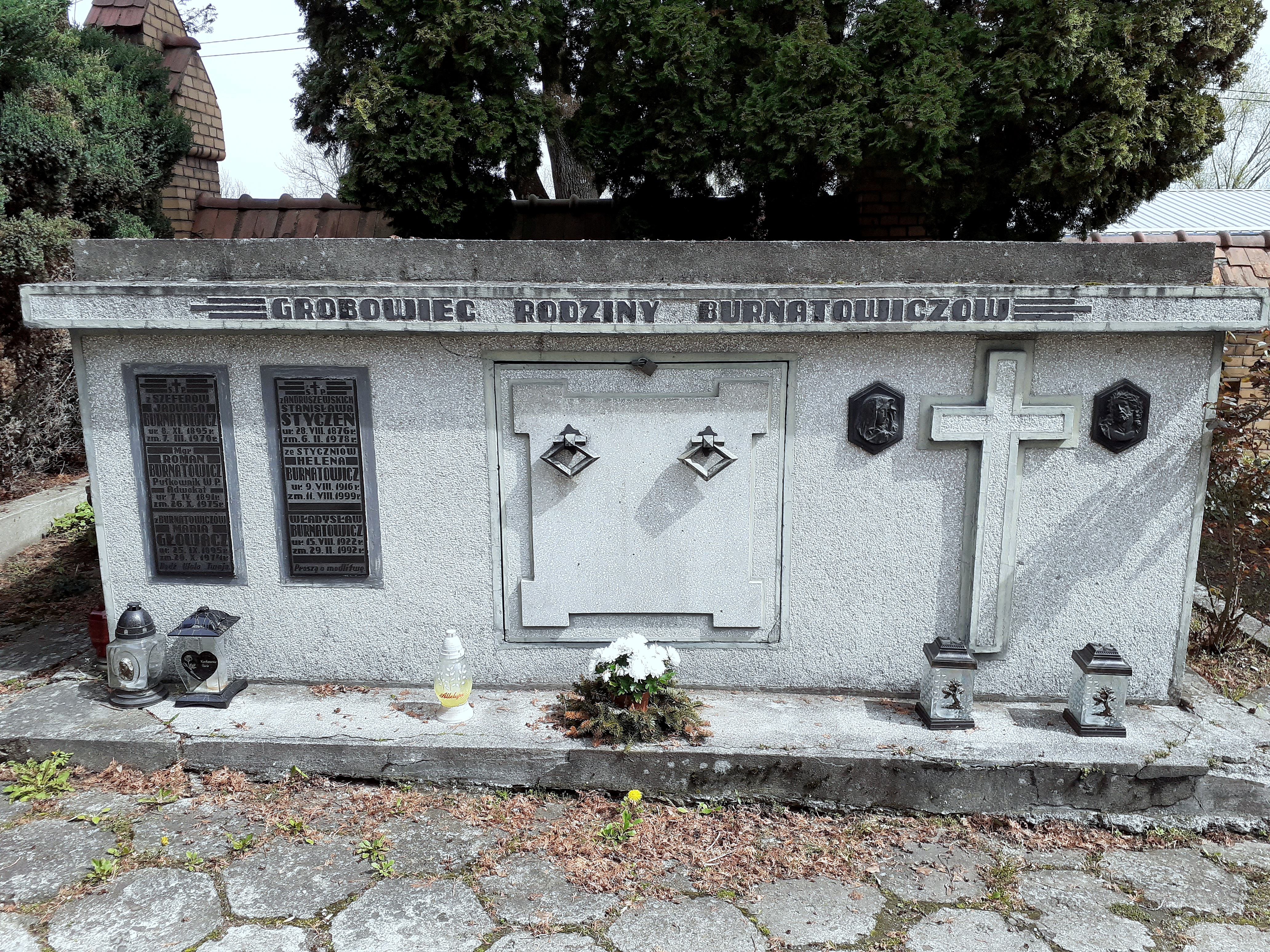
Grobowiec rodzinny Romana Burnatowicza

Roman Apolinary Burnatowicz (ur. 7 kwietnia 1891 w Obertynie, zm. 26 października 1975 w Przemyślu) – pułkownik audytor Wojska Polskiego II RP.

## Życiorys
Urodził się w Obertynie w Galicji. W 1909 był jednym z pierwszych członków przemyskiej drużyny piłki nożnej „San”, późniejszego klubu Polonia.
W czasie I wojny światowej walczył w szeregach cesarskiej i królewskiej armii. Na stopień chorążego został mianowany ze starszeństwem z dniem 1 maja 1915 roku w korpusie oficerów rezerwy piechoty. W 1918 roku jego oddziałem macierzystym był pułk piechoty Nr 89.
W 1919 roku uzyskał tytuł magistra praw na Uniwersytecie Lwowskim. Ukończył aplikację sądową po czym wstąpił do Wojska Polskiego. Awansował na majora Korpusu Sądowego ze starszeństwem z dniem 1 lipca 1923 roku. W latach 20. był asystentem prokuratora Wojskowego Sądu Okręgowego Nr X w Przemyślu. Następnie był w tym sądzie kolejno podprokuratorem, sędzią śledczym, sędzią orzekającym i zastępcą szefa sądu do 31 sierpnia 1939 roku. 
W czasie wojny obronnej 1939 roku był wojskowym prokuratorem okręgowym w Przemyślu. Ukrył klubowe pamiątki, dzięki czemu przetrwały wojnę. Po zakończeniu walk przedostał się do Rumunii. Następnie wyjechał do Francji. Jako podpułkownik był od 1 marca 1940 roku szefem Sądu Polowego nr 3 przy 2 Dywizji Strzelców Pieszych. 21 maja 1940 roku został przeniesiony do Sądu Polowego nr 1 i w jego składzie wziął udział w kampanii francuskiej. 
Zdołał przedostać się do Wielkiej Brytanii. Był szefem 1 Sądu Polowego 1 Dywizji Grenadierów. 2 czerwca 1943 roku został przeniesiony na stanowisko szefa 8 Sądu Polowego 1 Dywizji Pancernej. Awansował na pułkownika. Był prokuratorem, a pod koniec wojny sędzią Najwyższego Sądu Wojskowego w Londynie. 
W 1946 roku powrócił do Polski. Był działaczem Polonii Przemyśl. Zorganizował i pracował w Zespole Adwokackim nr 1 w Przemyślu. W 1969 roku przeszedł na emeryturę. Zmarł 26 października 1975 roku w Przemyślu i został pochowany na cmentarzu Głównym (kwatera RII-1-4).

## Ordery i odznaczenia
- Krzyż Walecznych (1921)[7]
- Złoty Krzyż Zasługi (10 listopada 1928)[8][9]